# Problem dvaju tijela
Problem dvaju tijela, ili točnije rečeno gravitacijski problem dvaju tijela, osnova je nebeske mehanike. Primjenjuje se kod gibanja planeta oko Sunca, gibanja prirodnih satelita, te dvojnih zvijezda. Kod proučavanja Newtonovog zakona gravitacije (opći zakon gravitacije) prešutno se drži da je masa satelita zanemariva u odnosu na masu središnjeg tijela (m ≪ M). Takvo gibanje možemo razmatrati kao problem jednog tijela, a njegovo tumačenje je, svakako, najjednostavnije. Pretpostavka nije ispunjena već u sustavu Zemlje i Mjeseca. Iako Mjesec ima 81 put manju masu nego Zemlja, njegov je utjecaj na gibanje Zemlje oko Sunca mjerljiv. Problem dvaju tijela je znači proučavanje gibanja u sustavu dvaju tijela ako omjer njihovih masa nije beskonačan ili jednak nuli. Kod problema dvaju tijela točno vrijede Keplerovi zakoni.
Problem triju tijela u nebeskoj mehanici, za razliku od problema dvaju tijela, nema opće analitičko rješenje. Restringirani (ograničeni) oblik problema razmatra gibanje triju tijela, s time da je treće tijelo točkasto i bez mase. Za treće je tijelo Joseph-Louis Lagrange našao da može neporemećeno opstati u sustavu, na položaju 5 točaka u ravnini u kojoj se sva tijela gibaju (Lagrangeove točke). Potvrda je toga postojanje planetoida Trojanaca, koji se nalaze na Jupiterovoj stazi, 60° ispred i iza Jupitera, a slično se ponašaju i neki planetni sateliti. Kako u Sunčevu sustavu ima mnogo tijela, ustanovljeno je da je staza svakoga tijela poremećena ostalim tijelima, i to tim jače što je tijelo manje mase. Zato su Keplerovi zakoni samo približni. Otkloni su maleni jedino zbog toga što su i mase svih tijela mnogo manje od Sunčeve. Nakon Isaaca Newtona, nebeska mehanika razvijala se u matematičkoj obradbi poremećaja (perturbacija), kao otklona od matematičkoga rješenja problema dvaju tijela, što zapravo znači otklon od elipse. Budući da su poremećaji mali, rabi se elipsa kojoj se parametri postupno mijenjaju; trenutačna se elipsa naziva oskulirajućom. Diferencijalne jednadžbe koje izražavaju vremenske promjene svih parametara elipse izveo je Joseph-Louis Lagrange (Lagrangeove planetarne jednadžbe); one su točne (egzaktne), ali mogu se riješiti jedino numerički, uzastopnim približenjima (sukcesivnim aproksimacijama), i to za ograničeno vremensko razdoblje.

## Dva nebeska tijela nešto različitih masa
U najjednostavnijem slučaju dva se tijela gibaju koncentričnim kružnicama. Centripetalno ubrzanje uzrokovano je gravitacijskom silom. Sila između masa M1 i M2 uzajamna je i jednaka:
{\displaystyle F=G{\frac {M_{1}M_{2}}{r^{2}}}\ }
Ubrzanje jednog tijela je:
{\displaystyle g_{1}=G{\frac {M_{2}}{r^{2}}}\ }
a ubrzanje drugog tijela je:
{\displaystyle g_{2}=G{\frac {M_{1}}{r^{2}}}\ }
Svako pojedino ubrzanje određeno je masom onog drugog tijela. Sila između tijela je stalna i oba su ubrzanja stalna ako je razmak tijela r stalan, što je ispunjeno kod koncentričnih kružnih staza, pa je tada i brzina svakog tijela stalna. Tijela u jednako vrijeme obiđu svako po svojoj kružnici. Kada toga ne bi bilo, jednom bi se tijela susrela na bližim dijelovima staza, drugi put na udaljenijim, pa ni sila ne bi bila stalna. Zato se tijela moraju uvijek nalaziti na dijametralno suprotnim točkama svojih staza i zbroj polumjera staza jednak je razmaku tijela:
{\displaystyle r_{1}+r_{2}=r}
A kako tijela obiđu staze u isto vrijeme, ophodne brzine su u istom odnosu u kojemu su opsezi ili polumjeri staza:
{\displaystyle {\frac {v_{1}}{v_{2}}}={\frac {r_{1}}{r_{2}}}}
Izjednačimo centripetalna ubrzanja za svako tijelo s ubrzanjem gravitacijske sile, no tako da brzinu izrazimo polumjerom i periodom ophoda staze P:
{\displaystyle g_{1}={\frac {v_{1}^{2}}{r_{1}}}\ ={\frac {4\pi ^{2}r_{1}}{P^{2}}}\ ={\frac {GM_{2}}{r^{2}}}\ }
{\displaystyle g_{2}={\frac {v_{2}^{2}}{r_{2}}}\ ={\frac {4\pi ^{2}r_{2}}{P^{2}}}\ ={\frac {GM_{1}}{r^{2}}}\ }
Omjer desnih jednakosti iskazuje veoma važnu činjenicu:
{\displaystyle {\frac {r_{1}}{r_{2}}}={\frac {M_{2}}{M_{1}}}}
Razmak tijela od zajedničkog centra kruženja obrnuto je razmjeran masama tih tijela. To je svojstvo koje pokazuje centar mase ili težište nekog sustava masa. Kada se neko složeno tijelo nalazi u gravitacijskom polju, gibanje tog tijela kao cjeline odvija se kao da je sva masa postavljena u centar mase. U slučaju svemirskog sustava sastavljenog od dvaju tijela njihov će zajednički centar mase ili mirovati, ili će se gibati jednoliko po pravcu (ako na nj ne djeluju sile drugih nebeskih tijela). Sama pak tijela obilazit će oko centra mase. Spojnica dvaju tijela uvijek prelazi preko centra mase i ubrzanje je usmjereno prema njemu. Lako se je osvjedočiti da će s povećanjem jedne mase na račun druge, centar mase stremiti prema većoj masi. Ubrzanje prvog tijela postaje beznačajno ako je masa drugog tijela zanemariva prema masi prvog tijela. To je bilo približenje (aproksimacija) učinjeno u problemu jednog tijela. Tada se prvo tijelo, kao da je beskonačne mase, nalazilo u središtu kruženja. Tako smo Sunce zamišljali u središtu kruženja planeta, a planete u središtu kruženja njihovih satelita. 
Zbog relativno velike Mjesečeve mase, Zemlja ne obilazi oko Sunca po elipsi. Oko Sunca po elipsi ustvari putuje baricentar (centar mase) sustava Zemlja - Mjesec, a ne centar Zemlje. Ni Mjesečeva staza oko Sunca nije elipsa, no Mjesec na stazi nikada ne čini petlje (iako tako crtamo na malim crtežima); štoviše, staza mu nikada nije izbočena (konveksna) prema Suncu. 
Ako zvijezda ima tamnog pratioca (planet velike mase), tada se u vlastitom gibanju zvijezde mora javiti utjecaj tog pratioca. Put zvijezde krivudat će oko linije kojom se giba centar mase (baricentar).

## Treći Keplerov zakon za sustav dviju masa
Treba zbrojiti izraze za ubrzanje prvog i drugog tijela, i to njihove desne jednakosti, ali tako da uvedemo zbroj polumjera (r1 + r2 = r):
{\displaystyle g_{1}=G{\frac {M_{2}}{r^{2}}}\ }
{\displaystyle g_{2}=G{\frac {M_{1}}{r^{2}}}\ }
Proizlazi:
{\displaystyle {\frac {r^{3}}{P^{2}}}={\frac {G}{4\pi ^{2}}}\cdot (M_{1}+M_{2})}
U konstanti trećeg Keplerova zakona nalazi se ukupna masa dvojnog sustava! 
U općenitijem slučaju, tijela se gibaju po eliptičnim stazama. Pritom su ispunjeni neki geometrijski uvjeti. Ekscentricitet obiju staza je jednak, smjer velikih poluosi se podudara, a tijela su na stazama uvijek dijametralno suprotno onom žarištu u kojem je centar mase. Kod koncentričnih kružnica koje su razmatrane prije, razmak tijela ima istu ulogu koju kod eliptičnih staza ima srednji razmak (zbroj velikih poluosi), dok putanjska brzina ima ulogu srednje brzine. 